# Jorge I de Bulgaria
Jorge Terter I (en búlgaro: Тертер Георги I) gobernó como emperador zar de Bulgaria en 1280 a 1292. La fecha de su nacimiento es desconocida, y murió en 1308/1309.
El reinado de Jorge Terter I representa una continuación de la precipitada caída de Bulgaria durante la segunda mitad del siglo XIII. Aunque Jorge Terter logró mantenerse en el trono durante más de una década (a diferencia de sus dos efímeros predecesores), parece que no logró imponerse en contra de las fuerzas centrífugas, incluso en su propia capital. Esto limitaba severamente la posibilidad de participar en una política externa a gran escala o incluso mantenerse frente a la agresión extranjera y las incursiones de los mongoles. Durante los caóticos años anteriores a la ascensión de Jorge Terter I, Bulgaria había perdido toda Tracia ante Imperio Bizantino y bajo su reinado sus posesiones restantes en Macedonia se dividieron entre los serbios y los bizantinos en 1282-1284.

## Primeros años
Los antecedentes de Jorge Terter no están claros, pero las fuentes bizantinas atestiguan que fue descendiente de búlgaros y cumanos, algo corroborado por su nombre doble, que recuerda al nombre del clan cumano Terteroba. Jorge tuvo al menos otro hermano, llamado Aldimir (Eltimir), que fue nombrado despotēs por su hermano mayor, o bien por la regencia de Iván II.
Cuando Iván Asen III llegó a emperador en Tărnovo en 1279 durante el levantamiento de Ivailo, trató de fortalecer su posición aliándose con Jorge Terter. Este se divorció de su primera esposa, María, que fue enviada junto con su hijo Teodoro Svetoslav, como rehenes al Imperio Bizantino, para casarse con Kira María Asenina, la hermana de Iván Asen III. Jorge Terter fue nombrado déspota, la mayor jerarquía de la corte Búlgaro-Bizantina.

## Emperador

Bulgaria durante la segunda mitad del siglo. Se muestra la frontera búlgara en tiempos de Jorge I Terter.

El éxito continuado de Ivailo contra los refuerzos bizantinos llevó a Iván Asen III a abandonar la capital y a escapar al Imperio Bizantino, mientras Jorge Terter alcanzaba el poder como emperador en 1280. Con la amenaza de Ivailo y la retirada de Iván Asen III, Jorge Terter estableció una alianza con Carlos de Anjou, con Esteban Dragutin de Serbia, y con Tesalia, contra el bizantino Miguel VIII Paleólogo en 1281. La alianza fracasó, ya que Carlos estaba ocupado con las Vísperas sicilianas, y la sucesión de Sicilia en 1282, mientras Bulgaria era saqueada por los mongoles de la Horda Dorada de Nogai Khan. Esperando el apoyo serbio, Jorge Terter entregó a su hija Ana Terter al rey serbio Esteban Uroš II Milutin en 1284.
Desde la muerte de Miguel VIII Paleólogo in 1282, Jorge Terter reabrió negociaciones con el Imperio Bizantino, y procuró el regreso de su primera esposa. Esto fue acompañado de un tratado, y las dos Marías cambiaron de puesto como emperatriz y rehén. Teodoro Svetoslav fue nombrado coemperador por su padre, pero después de la invasión Mongol de 1285, fue enviado como rehén a Nogai Kan. Otra hermana de Teodoro, Helena, fue enviada también a la Horda, donde se casó con el hijo de Nogai Chaka.

## Exilio y muerte
Por razones desconocidas, posiblemente por presión mongola, Jorge Terter buscó refugio en el Imperio Bizantino en 1292. Andrónico II Paleólogo rehusó al principio recibirle, quizá temiendo complicaciones con los mongoles, y Jorge quedó esperando en condiciones precarias en las cercanías de Adrianópolis. Finalmente fue enviado a vivir a Anatolia. Jorge Terter pasó la siguiente década de su vida en la oscuridad. En 1301, su hijo, Teodoro Svetoslav, ya emperador de Bulgaria, derrotó al ejército bizantino, y capturó a trece altos oficiales de alto rango, a los que canjeó por su padre.
En Bulgaria, Jorge ya no estuvo asociado al poder, sino que fue confinado en una vida lujosa en la ciudad escogida por su hijo. Una inscripción de una iglesia excavada en la roca, cerca de Ivanovo, menciona lacónicamente la muerte del "emperador Gergi" en el año 1308/1309.

## Familia
Jorge Terter I se casó dos veces. Su primera esposa fue una búlgara llamada María, con la que tuvo dos hijos:
1. Teodoro Svetoslav, emperador de Bulgaria 1300–1322
2. Elena, casada con Chaka, emperador de Bulgaria 1299–1300.

Su segunda esposa fue Kira María Asenina, hermana de Iván Asen III. Tuvieron una hija:
1. Ana Terter, que se casó con Esteban Uroš II Milutin de Serbia, y luego con Miguel (Demetrios) Dukas.